# Tobias Ollén
Tobias Joakim Ollén, född 11 februari 1977 i Malmö Sankt Petri församling, Malmöhus län, är en svensk filmproducent och entreprenör. 
Ollén studerade litteraturvetenskap och internationell ekonomi vid Lunds universitet 1996–2000 samt i New York 1999.  Hösten 2000 inledde han filmproducentutbildning vid Kalix folkhögskola och startade 2002 produktionsbolaget Stollywood för produktion av reklamfilmer, animationer och imagefilmer åt organisationer som ICA, DUX och Malmö FF.
År 2008 producerade han långfilmen Kärlek 3000 som hade premiär på SF:s biografer i 16 kopior runt om i Sverige.
Vinnare av Folkets Pris på svenska reklamfilmsgalan Roygalan för Kia. Även vinnare av silver i Årets Reklamfilm 2012.
Han är sedan 2014 vd för Tusca AB med verksamheter inom hälso- och skönhetsbranschen med mera.
Sedan 2018 även investerare I start-ups, såsom doktor.se, Coala Life Group, Klarna, BrainLit, eEducation Albert, m.fl.
Han är son till Joakim Ollén och Eva Östling, barnbarn till Gunnar Ollén, barnbarns barn till Johannes Ollén och barnbarns barnbarn till Per Ollén.

## Filmografi
- 2008: Kärlek 3000